# Chiaravalle Centrale
Chiaravalle   Centrale község (comune) Olaszország Calabria régiójában, Catanzaro megyében.

## Fekvése
A megye nyugati részén fekszik. Határai: Argusto, Cardinale, San Vito sullo Ionio és Torre di Ruggiero.

## Története
Alapításáról nincsenek pontos adatok. Claravallis néven az első említése a 15. századból származik.

## Népessége
A népesség számának alakulása:

## Főbb látnivalói
- Santa Maria della Pietra-templom
- San Francesco-templom